# IAAF Race Walking Challenge Lázaro Cárdenas 2019
IAAF Race Walking Challenge Lázaro Cárdenas 2019 – zawody lekkoatletyczne w chodzie sportowym, które odbyły się 20 kwietnia w meksykańskim Lázaro Cárdenas. Impreza była kolejną w cyklu IAAF Race Walking Challenge w sezonie 2019. W tym samym czasie odbywał się chód na 50 kilometrów, również rozgrywany w ramach IAAF Race Walking Challenge.

## Rezultaty
| NR – rekord kraju \| WL – najlepszy tegoroczny wynik na listach światowych \| PB – rekord życiowy |

| Konkurencja:           | Złoto             | Wynik      | Srebro          | Wynik   | Brąz               | Wynik      |
| Chód na 20 km mężczyzn | Perseus Karlström | 1:23:40    | Diego García    | 1:23:59 | Germán Sánchez     | 1:24:01 PB |
| Chód na 20 km kobiet   | Érica de Sena     | 1:29:22 SB | Kimberly García | 1:29:33 | María Pérez García | 1:31:11    |